# Chirita pungentisepala
Chirita pungentisepala är en tvåhjärtbladig växtart som beskrevs av Wen Tsai Wang. Chirita pungentisepala ingår i släktet Chirita och familjen Gesneriaceae. Inga underarter finns listade i Catalogue of Life.